# Spermacoce argentea
Spermacoce argentea är en måreväxtart som först beskrevs av Adelbert von Chamisso, och fick sitt nu gällande namn av Carl Ernst Otto Kuntze. Spermacoce argentea ingår i släktet Spermacoce och familjen måreväxter. Inga underarter finns listade i Catalogue of Life.